# Сан-Лоренцо-аль-Маре
Сан-Лоренцо-аль-Маре (итал. San Lorenzo al Mare) — коммуна в Италии, располагается в регионе Лигурия, в провинции Империя.
Население составляет 1397 человек (2008 г.), плотность населения составляет 1005 чел./км². Занимает площадь 1 км². Почтовый индекс — 18017. Телефонный код — 0183.
Покровителями коммуны почитаются святая равноапостольная Мария Магдалена, празднование 22 июля, и святой Лаврентий, празднование 10 августа.

## Демография
Динамика населения:

## Администрация коммуны
- Официальный сайт: